# سلمية القرون
سلمية القرون (الاسم العلمي: Climacoceratidae)، فصيلة من الحافريات مزدوجات الأصابع الشبيهة بالغزال، عاشت خلال العصر الميوسيني في إفريقيا. وهي قريبة من أسلاف الزرافات، ومن أجناسها البروليبيثيريوم (Prolibytherium)، التي صنفت في الأصل على أنها زرافات.